# Marienkirche (Broumov)

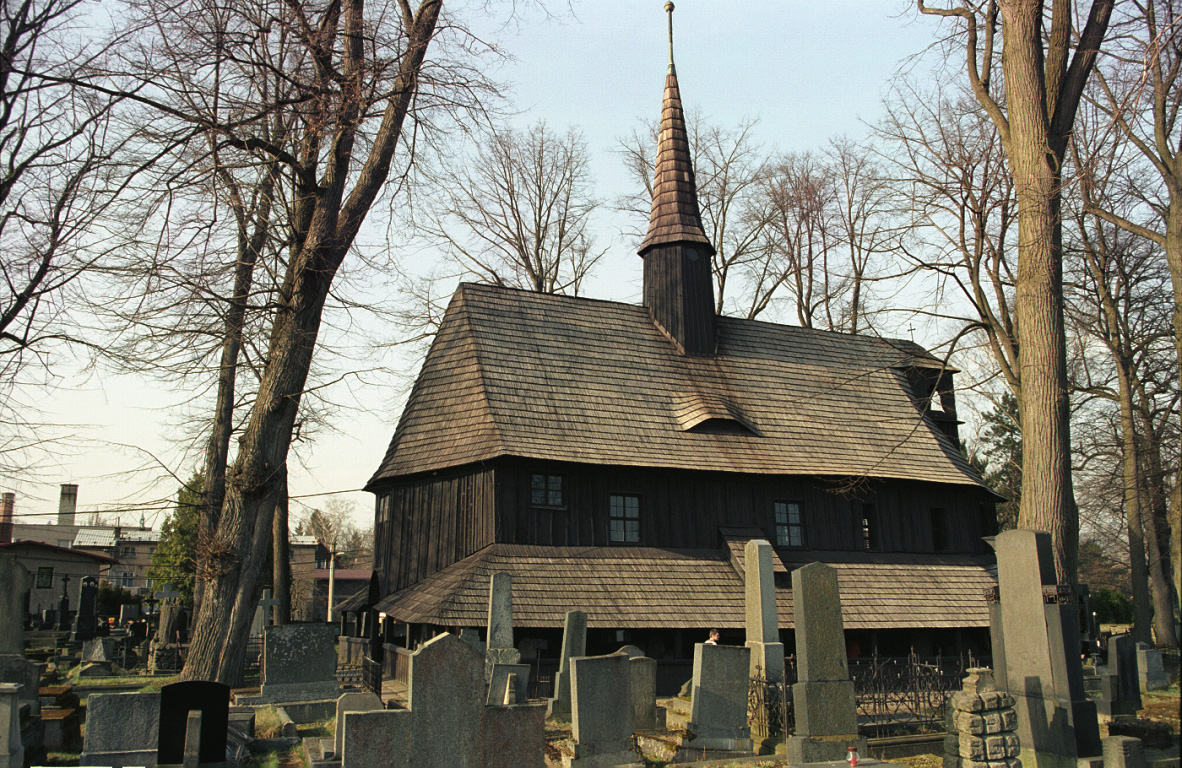
Holzkirche der Jungfrau Maria in Broumov

Die Friedhofskirche der Jungfrau Maria unter den Linden (tschechisch Hřbitovní kostel Panny Marie v Broumově) ist eine römisch-katholische Kirche am Stadtfriedhof von Broumov (deutsch Braunau). Sie ist eine der ältesten erhaltenen Holzbauten Tschechiens. Im Jahr 2008 wurde die Kirche zum Nationalen Kulturdenkmal erklärt.

## Geschichte
Eine Kirche an dieser Stelle wurde erstmals im Jahr 1383 erwähnt. Im Juni 1421 wurde Broumov von hussitischen Truppen unter der Führung von Vinzenz von Wartenberg (Čeněk z Vartemberka) und Hynek Kruschina von Lichtenburg (Hynek Krušina z Lichtenburka) belagert. Die Kirche wurde dabei teilweise zerstört. Weitere Schäden richtete ein Brand im Jahr 1449 an. Danach wurde sie unter der Leitung von Benediktinermönchen des Klosters Braunau wieder aufgebaut. Es ist strittig, inwieweit erhaltene Teile des Vorgängerbaus in das Bauwerk integriert wurden. In den Jahren 1550 und 1811 wurden Schäden am zentralen Turm behoben. In der Mitte des 18. Jahrhunderts wurde über dem Chor ein Glockenturm errichtet, der den Dachfirst nicht überragt. Zur gleichen Zeit wurden neue Altäre angeschafft und eine Sakristei angebaut.

## Baubeschreibung
Die einschiffige Kirche ist ausschließlich aus Holz erbaut. Die Fachwerkkonstruktion aus Eichenbalken wird von einem steilen schindelbelegten Walmdach geschützt, aus dem mittig ein kleiner Turm herausragt. Wände und Decke wurden mit Holz beplankt. An drei Seiten läuft eine offene Galerie um die Kirche, ihr Dach ist flacher als jenes des Kirchenschiffes ausgeführt.
Der Kirchenraum weist im Inneren eine Länge von 21,1 Metern, eine Breite von 8,7 Metern und eine Höhe von 5,7 Metern auf. Decke und Innenwände wurden mit weißer Schablonenmalerei geschmückt. Als Motive wurden Pflanzen, Jagd (Hase, Hirsch) und Heraldik (Greif, Schlesischer Adler mit dem Buchstaben S) gewählt.

### Altäre
Der Hauptaltar stammt aus der Mitte des 18. Jahrhunderts. Von Engeln flankiert steht im Zentrum die gotische Marienstatue der Mater Amabilis Braunae (deutsch Mutter der Liebe von Braunau).
Der linke Seitenaltar wurde 1696 von Nikolaus Schlögel ursprünglich als Altar der hl. Anna erbaut. Heute ist er dem hl. Josef gewidmet.
Der rechte Seitenaltar ist dem hl. Johannes von Nepomuk gewidmet. Die Initialen weisen auf Jakob Matthes Köppel von Capellen (gestorben 1678) als Tischler hin.
Die Altäre wurden in der Zeit des Rokoko in die jetzt bestehende Form umgebaut.

### Gemälde
Das Gemälde der Jungfrau Maria (Ölgemälde 109 × 260 cm) wurde 1609 vom Braunauer Abt Wolfgang Selender gemalt. Oben auf dem Bild ist die Jungfrau Maria mit der Heiligen Dreifaltigkeit und neun Engel, die Zeichen der Trauer Christi tragen, dargestellt. Im mittleren Teil werden die böhmischen Landesheiligen (Wenzel, Iwan, Veit, Sigismund, Ludmilla, Adalbert, Kyrill und Method, Prokop und die Fünf hl. Brüder) dargestellt. Das Epitaph wurde für Heinrich Maxim Fabricia, dessen Frau Dorothey geborene Clamtin und deren Kinder im Jahre 1665 geschaffen.

### Außengalerie
In der Kirchengalerie befinden sich neun Holztafeln, die Chroniken aus den Jahren 1542 bis 1847 enthalten, hauptsächlich über Feuer- (u. a. 1549, 1757) und andere Katastrophen (z. B. Heuschrecken 1542, Zerstörung des Kirchturms durch Sturm 1550, Hochwasser 1570, Pest 1582, 1586 und 1632, 1779 Einmarsch der Preußischen Armee im Bayerischen Erbfolgekrieg, 1810 und 1845).
Entlang der Außenwand befinden sich Grabsteine von aufgelassenen Gräbern aus der Zeit der Renaissance.
Weitere wertvolle Kunstgegenstände aus der Innenausstattung befinden sich heute im Stift Broumov. Einige von diesen wurden durch Kopien bzw. Reproduktionen ersetzt.

## Bildergalerie

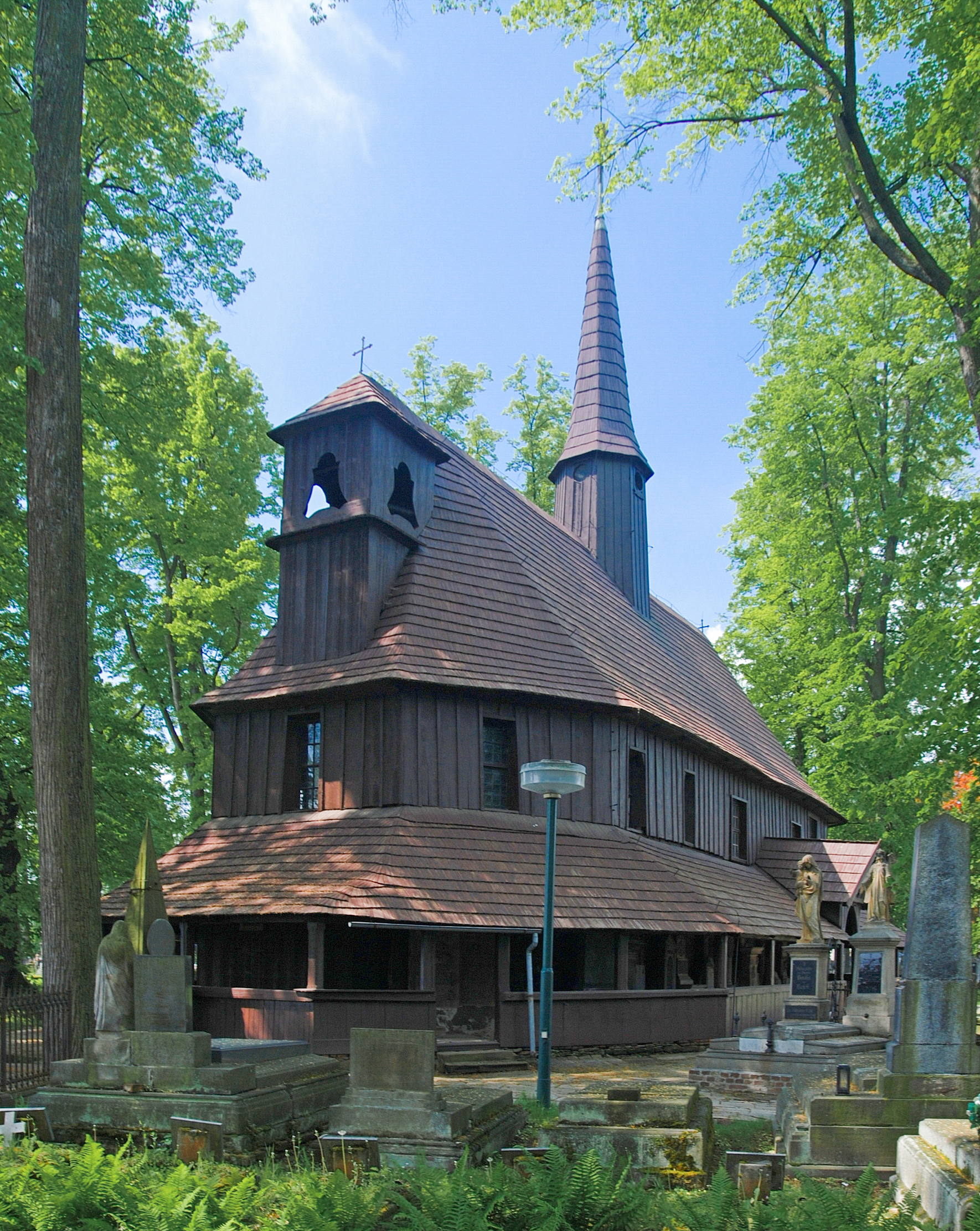
Kirche der Jungfrau Maria in Broumov
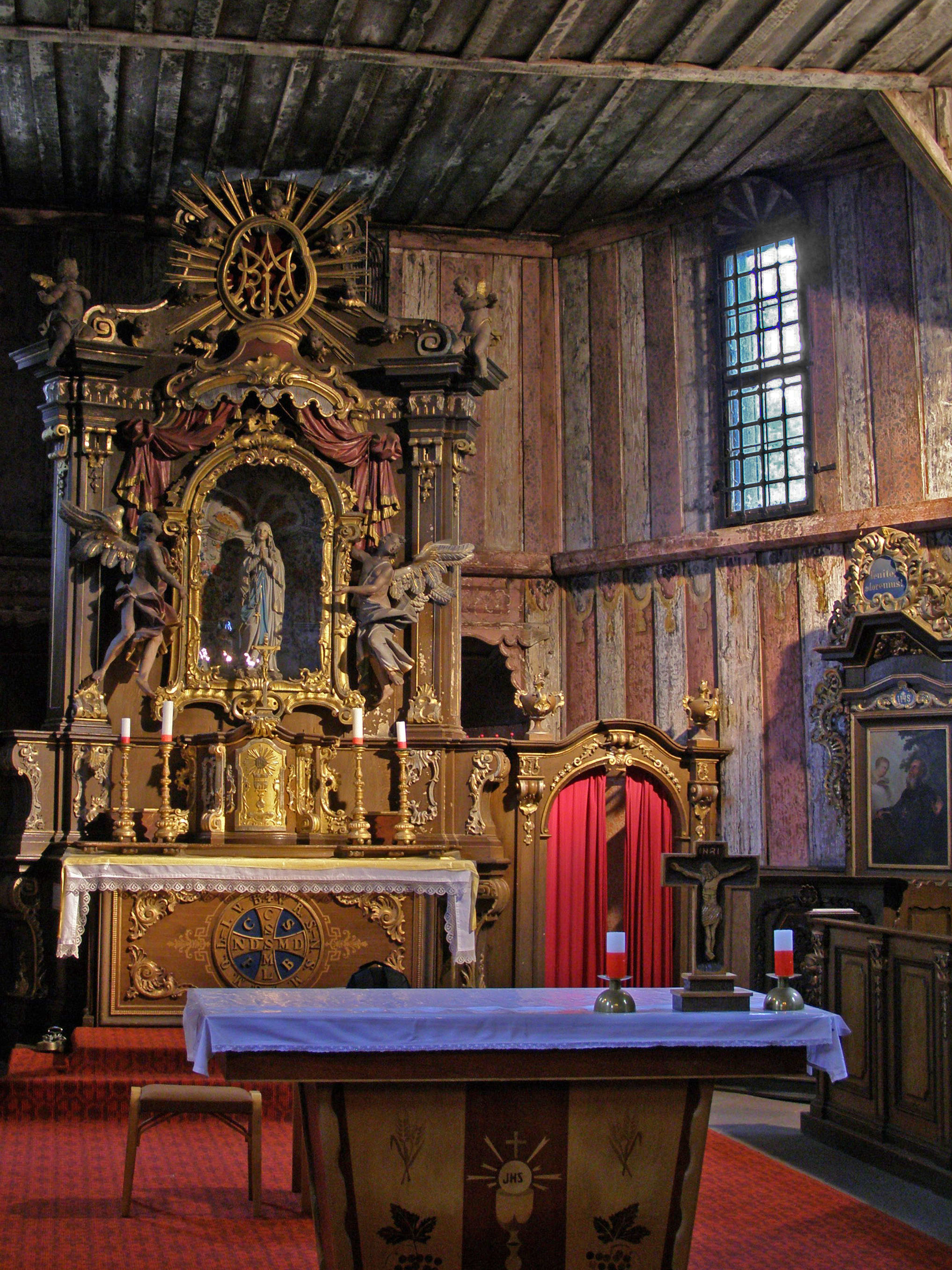
Hauptaltar
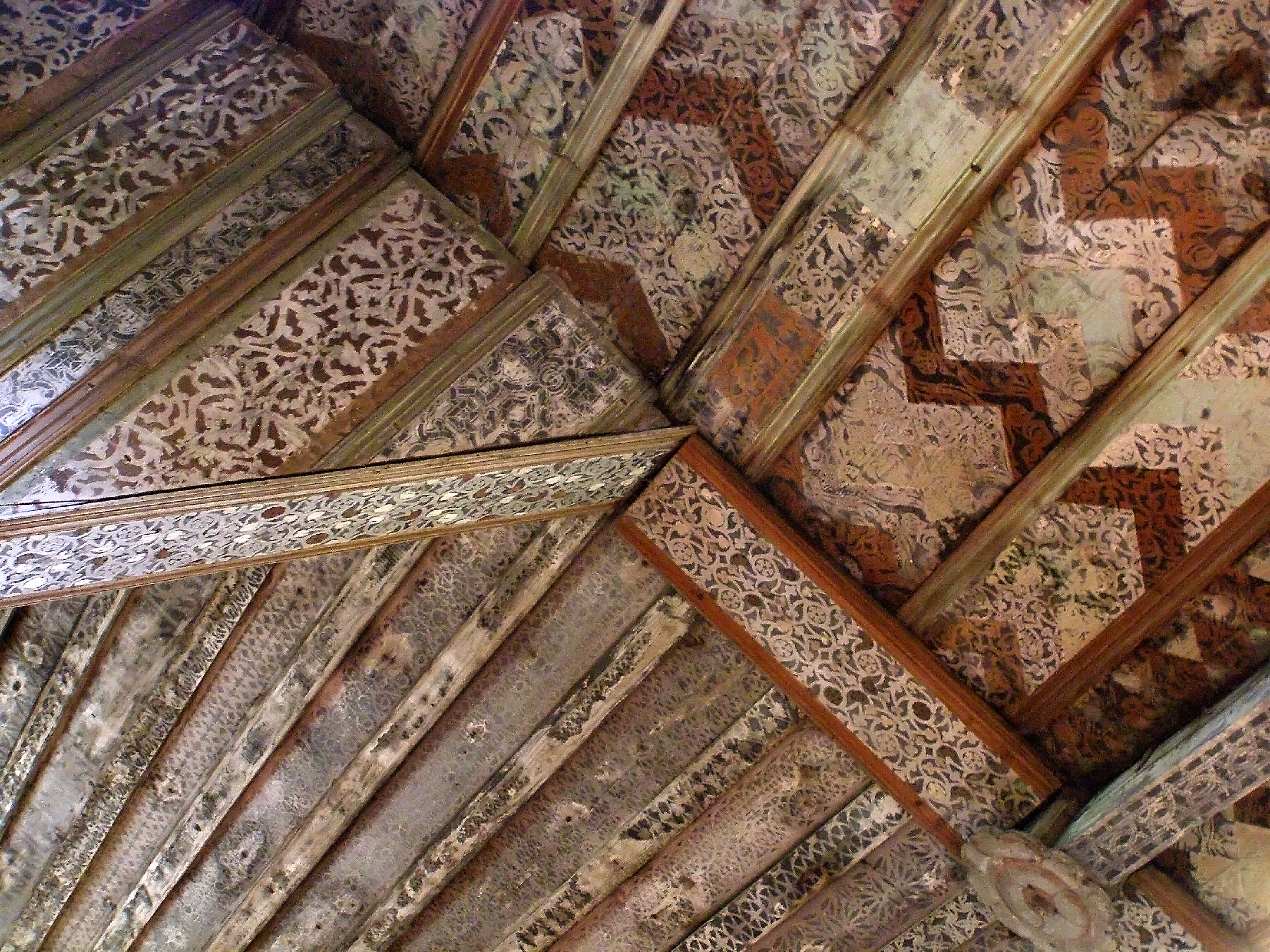
Decke mit Schablonenmalereien
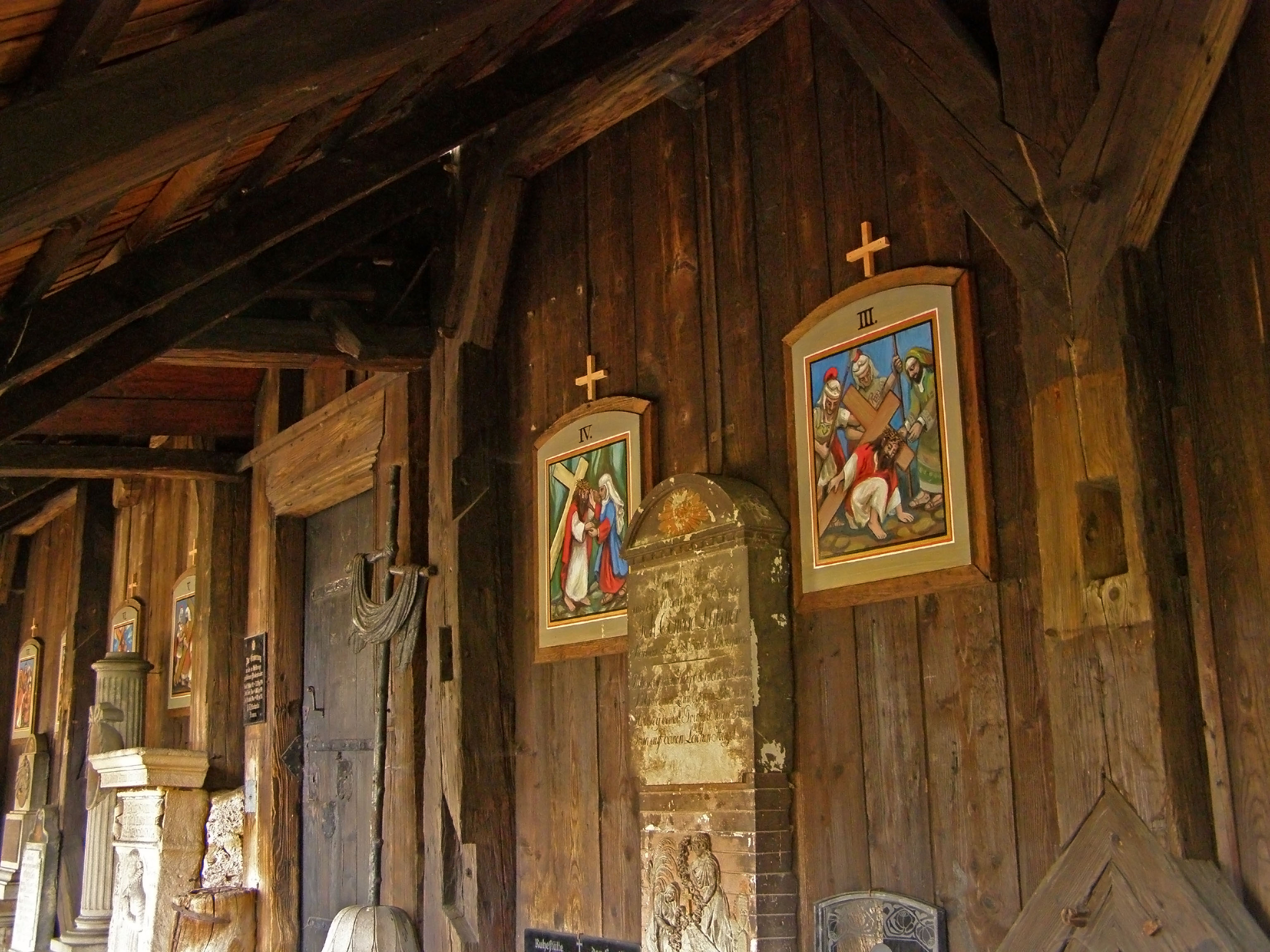
Galerie um die Kirche
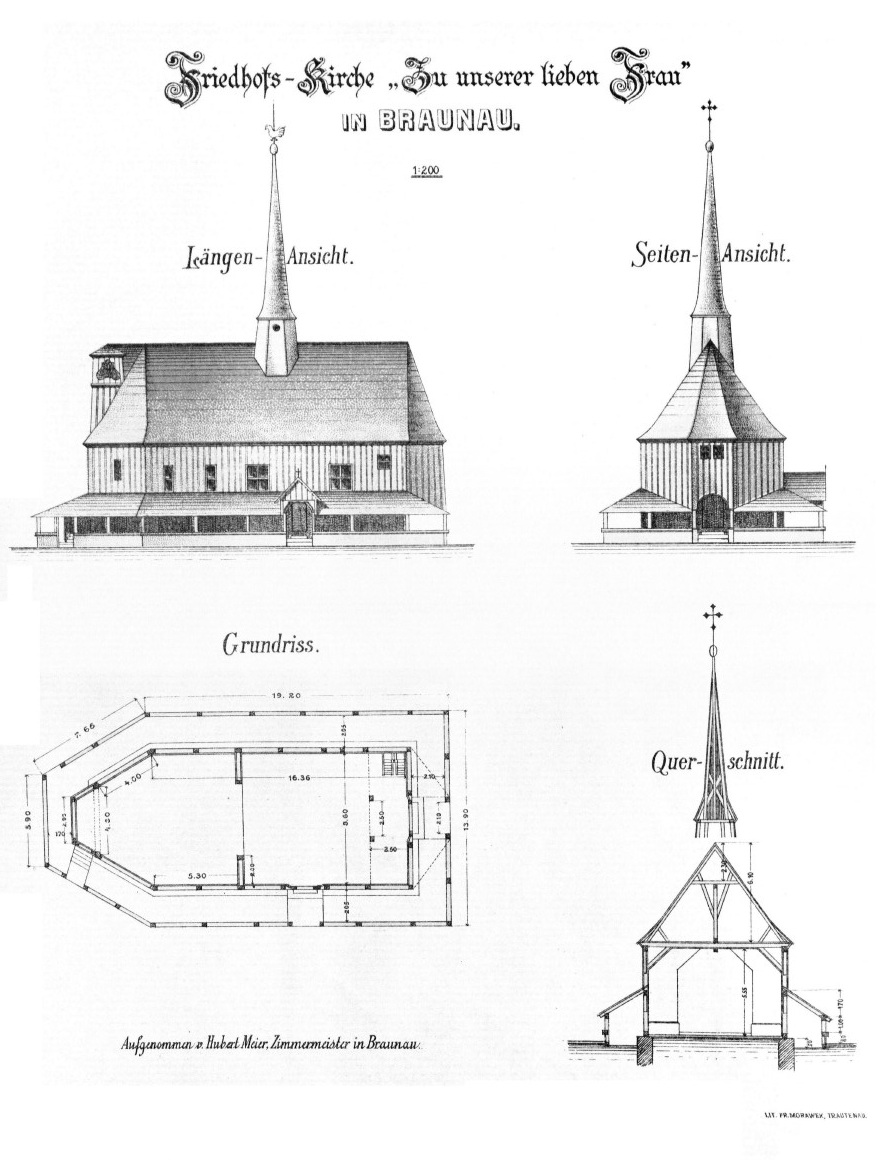
Längenansicht, Seitenansicht, Grundriss, Querschnitt, 1:200
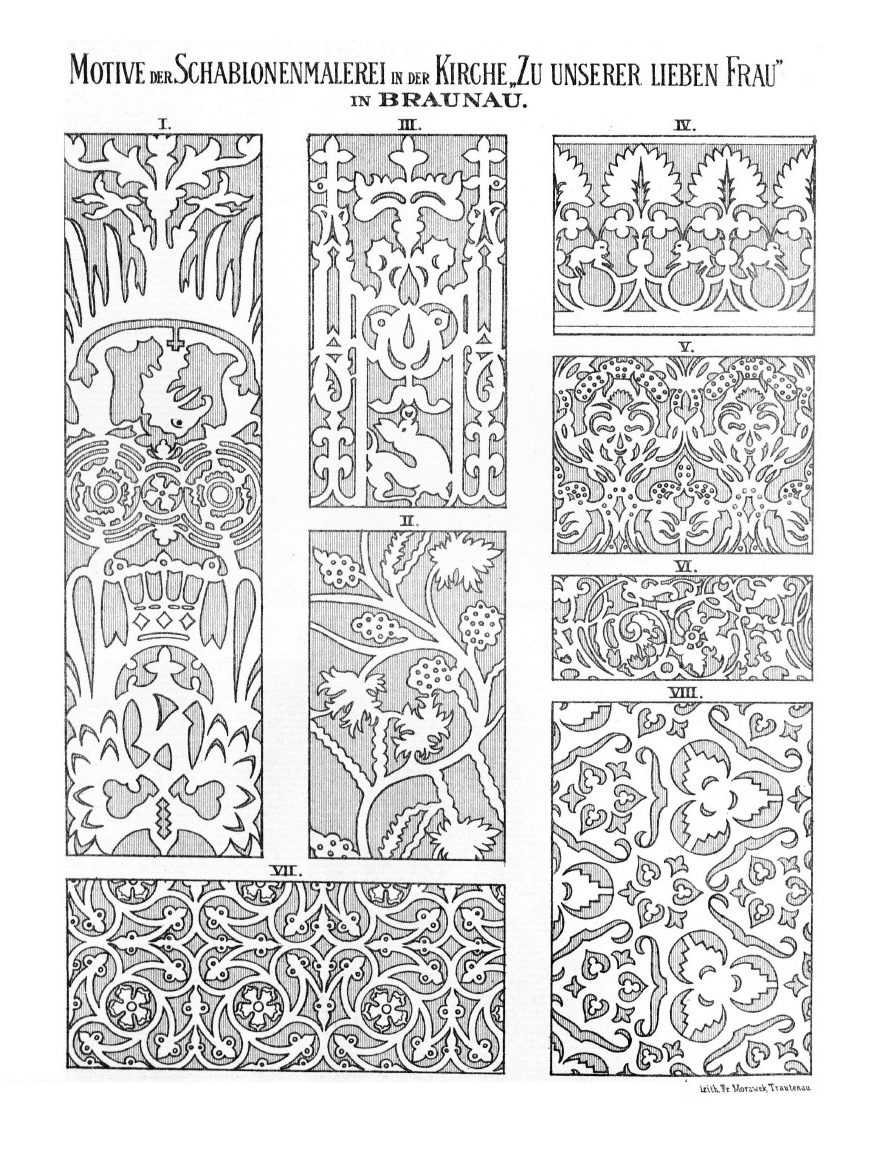
Motive der Schablonenmalerei